# Andrej Nestrašil
Andrej Nestrašil, född 22 februari 1991, är en tjeckisk professionell ishockeyspelare som spelar för Carolina Hurricanes i National Hockey League (NHL). Han har tidigare spelat på NHL-nivå för Detroit Red Wings och på lägre nivåer för Grand Rapids Griffins i American Hockey League (AHL), Toledo Walleye i ECHL och Tigres de Victoriaville och Prince Edward Island Rocket i Ligue de hockey junior majeur du Québec (LHJMQ).
Han draftades i tredje rundan i 2009 års draft av Detroit Red Wings som 75:e spelare totalt.

## Statistik
| 2008–2009    | Tigres de Victoriaville     | LHJMQ        | 66  | 22 | 35  | 57  | 67  | —  | — | — | —  | —  |
| 2009–2010    | Tigres de Victoriaville     | LHJMQ        | 50  | 16 | 35  | 51  | 40  | 16 | 2 | 4 | 6  | 10 |
| 2010–2011    | Prince Edward Island Rocket | LHJMQ        | 58  | 19 | 51  | 70  | 40  | 5  | 1 | 5 | 6  | 2  |
| 2011–2012    | Grand Rapids Griffins       | AHL          | 25  | 3  | 1   | 4   | 6   | —  | — | — | —  | —  |
|              | Toledo Walleye              | ECHL         | 51  | 7  | 22  | 29  | 20  | —  | — | — | —  | —  |
| 2012–2013    | Grand Rapids Griffins       | AHL          | 25  | 3  | 3   | 6   | 2   | 1  | 0 | 0 | 0  | 0  |
|              | Toledo Walleye              | ECHL         | 40  | 11 | 30  | 41  | 26  | 4  | 1 | 2 | 3  | 0  |
| 2013–2014    | Grand Rapids Griffins       | AHL          | 70  | 16 | 20  | 35  | 24  | 10 | 4 | 2 | 6  | 4  |
| 2014–2015    | Detroit Red Wings           | NHL          | 13  | 0  | 2   | 2   | 4   | —  | — | — | —  | —  |
|              | Carolina Hurricanes         | NHL          | 41  | 7  | 11  | 18  | 4   | —  | — | — | —  | —  |
|              | Charlotte Checkers          | NHL          | 3   | 0  | 0   | 0   | 17  | —  | — | — | —  | —  |
| 2015–2016    | Carolina Hurricanes         | NHL          | 55  | 9  | 14  | 23  | 8   | —  | — | — | —  | —  |
| NHL totalt   | NHL totalt                  | NHL totalt   | 109 | 16 | 27  | 43  | 16  | —  | — | — | —  | —  |
| AHL totalt   | AHL totalt                  | AHL totalt   | 123 | 22 | 24  | 45  | 49  | 11 | 4 | 2 | 6  | 4  |
| ECHL totalt  | ECHL totalt                 | ECHL totalt  | 91  | 18 | 52  | 70  | 46  | 4  | 1 | 2 | 3  | 0  |
| LHJMQ totalt | LHJMQ totalt                | LHJMQ totalt | 174 | 57 | 121 | 178 | 147 | 21 | 3 | 9 | 12 | 12 |